# Pseudocolopteryx
Pseudocolopteryx is een geslacht van zangvogels uit de familie tirannen (Tyrannidae).

## Soorten
Het geslacht kent de volgende soorten:
- Pseudocolopteryx acutipennis – Smalvleugeldoradito
- Pseudocolopteryx citreola – Tikkerdoradito
- Pseudocolopteryx dinelliana – Driebanddoradito
- Pseudocolopteryx flaviventris – Rietdoradito
- Pseudocolopteryx sclateri – Kuifdoradito